# 고흥 순천교도소 구 소록도지소
고흥 순천교도소 구 소록도지소는 대한민국 전라남도 고흥군에 있는 일제강점기의 건축물이다. 2010년 8월 24일 전라남도의 국가등록문화재 제469호 '고흥 순천교도소 구 소록도지소 여사동'으로 지정되었다가, 2018년 7월 6일 현재의 명칭으로 변경되었다.

## 개요
1935년에 건립된 "구 순천교도소 소록도지소 여사동"은 일제강점기 한센병 환자들의 인권유린 현장을 간직하고 있는 교도소 건축으로 건립당시 원형이 잘 간직되어 역사적, 건축사적 가치가 높다.

## 명칭변경 등 사유
순천교도소 구 소록도지소는 건물의 일부인 '여사동'만 등록문화재 제469호로 등록되어 있고, 나머지 건물들은 훼손이 심해지고 있는 실정이므로 역사적 건축사적 가치가 높은 전체 시설물을 적절히 보존 관리하기 위하여 등록구역 확대 및 이에 따른 명칭변경이 필요하다.

## 참고 문헌
- 고흥 순천교도소 구 소록도지소 여사동 - 국가유산청 국가유산포털